# Fòrum de Governança d'Internet
El Fòrum de governança d'Internet (IGF) és un grup de governança multipart per al diàleg de polítiques sobre qüestions de governança d'Internet. Reuneix totes les parts interessades en el debat sobre la governança d'Internet, tant si representen els governs, el sector privat o la societat civil, inclosa la comunitat tècnica i acadèmica, en igualtat de condicions i mitjançant un procés obert i inclusiu. L'establiment de l'IGF va ser anunciat formalment pel Secretari General de les Nacions Unides el juliol de 2006. Es va convocar per primera vegada entre octubre i novembre de 2006 i des de llavors ha celebrat una reunió anual.

## Antecedents
La necessitat de comptar amb una reunió dedicada al desenvolupament d'Internet va ser palesa durant els treballs de la Cimera Mundial sobre la Societat de la Informació (CMSI), duts a terme entre el 2003 i el 2005.

## Estructura organitzativa
Després d'una reunió de consulta oberta convocada el febrer de 2006, el secretari general de les Nacions Unides va establir un Grup Assessor (ara conegut com a Grup Assessor multipart, o MAG) i una Secretaria, com els principals òrgans institucionals de l'IGF.

## Activitats
Les activitats següents tenen lloc durant les reunions de l'IGF: sessions principals o focals, tallers, reunions de coalicions dinàmiques, fòrums de bones pràctiques, reunions paral·leles, sessions del país amfitrió, sessions 'flash', fòrums oberts, sessions de diàleg interregional, sessions per nous participants, sessions llampeig, sessions 'unconference', esdeveniments previs i l'IGF "Village".
Des del 2006, l'FGI ha celebrat una reunió anualment. Les reunions han estat dutes a terme a diferents nacions del món:
- IGF I — Atenes, Grècia 2006
- IGF II — Rio de Janeiro, Brasil 2007
- IGF III - Hyderabad, Índia 2008
- IGF IV - Xarm el-Xeikh, Egipte 2009
- IGF V — Vílnius, Lituània 2010
- IGF VI — Nairobi, Kenya 2011
- IGF VII — Bakú, Azerbaidjan 2012
- IGF VIII — Bali, Indonèsia 2013
- IGF IX — Istanbul, Turquia 2014
- IGF X — João Pessoa, Brasil 2015
- IGF XI — Guadalajara, Mèxic 2016
- IGF XII — Ginebra, Suïssa 2017
- IGF XIII — París, França 2018
- IGF XIV — Berlín, Alemanya 2019
- IGF XV — en línia, 2020
- IGF XVI — Katowice, Polònia 2021
- IGF XVII — Addis Abeba, Etiòpia 2022
- IGF XVIII — Kyoto, Japó 2023
- IGF XIX — Riad, Aràbia Saudita 2024

L'IGF ha evolucionat al llarg dels anys i ara és considerat per molts més que un fòrum anual. Cada cop més, es veu com un ecosistema que inclou IGF nacionals i regionals, treball intersessions, fòrums de bones pràctiques, coalicions dinàmiques i altres activitats.

## Iniciatives regionals, nacionals i juvenils
Diverses iniciatives regionals, nacionals i juvenils celebren reunions separades al llarg de l'any i una sessió de diàleg interregional a la reunió anual de l'IGF. EuroDIG va ser la primera iniciativa regional de l'IGF, iniciada el 2008.